# Biserica „Sfânta Treime” Șchei - Pe Tocile din Brașov
Biserica „Sfânta Treime” - Pe Tocile din Brașov, cunoscută în mod obișnuit ca „Biserica Pe Tocile”, este o biserică ortodoxă din municipiul Brașov. Biserica este parte a unui ansamblu de monumente istorice situat în cartierul Șchei din Brașov, sub numele de Ansamblul bisericii „Sf. Treime”- Pe Tocile (cod LMI BV-II-a-B-11557).
Ansamblul este format din trei monumente: 
- Biserica „Sfânta Treime” - Pe Tocile (cod LMI BV-II-m-B-11557.01)
- Azil de bătrâni (cod LMI BV-II-m-B-11557.02)
- Cimitirul bisericii „Sf. Treime” - Pe Tocile (cod LMI BV-IV-m-B-11557.03)[2]

## Istoric
Până în secolul al XIX-lea cei 4184 de credincioși ortodocși (peste 1000 de familii) din Șcheii Brașovului, după cum atestă statisticile timpului, aveau o singură biserică, biserica „Sf. Nicolae” din Piața Prundului. Încă din anii 1770 locuitorii din zona Tocilelor au cerut aprobarea să construiască o nouă biserică de piatră, mai aproape de zona lor. Consiliul orășenesc săsesc a respins cererea, invocând diverse motive, în ciuda faptului că ortodocșii și-au asumat angajamentul să suporte tot costul construcției și au promis că nu vor angaja noi preoți.
În septembrie 1781, în urma decretului de toleranță al împăratului Iosif al II-lea din iulie 1781, prin care se stipula, între altele, că românii puteau ridica școli și biserici dacă aveau o comunitate formată din cel puțin 100 de familii, ortodocșii au cumpărat un teren în apropierea Tocilelor. Inițial, pe acest teren a fost ridicată doar o cruce de lemn.
Abia în anul 1812, pe baza decretului nr.7286 din 10 septembrie 1812, după numeroase alte demersuri, locuitorii din zona Tocilelor au obținut dreptul legal de a-și ridica biserica. Mai întâi a fost construită o capelă mică, iar în vara anului 1813 a fost finalizată o biserică de lemn. Atunci s-a înființat și o nouă parohie, iar în anul 1819 au fost construite două clădiri de locuit pentru preoți, dintre care una adăpostea și o școală elementară („pentru copiii mici de Pe Tocile”), ulterior aceasta fuzionând cu „Școalele Centrale Române greco-ortodoxe" - azi Colegiul Național „Andrei Șaguna”.
În luna aprilie 1824 a început construcția bisericii de piatră după planurile inginerului șef al orașului, Andreas Dieners, printre ctitorii bisericii figurând și domnitorul Țării Românești, Grigorie Dimitrie Ghica.
În vara anului 1825, biserica a fost tencuită și s-a construit turnul, în care au fost depozitate documentele referitoare la edificarea bisericii. Construcția bisericii a fost finalizată în anul 1826, fiind sfințită la 29 iunie 1831 de episcopul Vasile Moga. Biserica a fost renovată în anul 1855, la fel ca și zidul înconjurător, iar în 1857 a fost instalat ceasul din turn.
Întrucât printr-un decret al împăratului Iosif al II-lea din 1788 era interzisă înmormântarea în biserică, parohia a cumpărat grădina adiacentă bisericii („Grădina lui Țimăn”) și a folosit-o ca cimitir. În anul 1806 s-a construit aici și o capelă mortuară. Cimitirul aparținând bisericii și având o suprafață de 2,3 hectare este cel mai mare din Șchei, mult mai mare decât cimitirul bisericii „Sf. Nicolae”. La începutul secolului al XXI-lea acesta conținea 4.000 de morminte, printre care al filologului Constantin Lacea și al compozitorului Tudor Ciortea. Aici a fost înmormântat și poetul Andrei Mureșanu în anul 1863, în ciuda protestelor credincioșilor, care se plângeau că Mureșanu era greco-catolic. În 1883 osemintele sale au fost mutate în cimitirul bisericii Cuvioasa Parascheva din Groaveri, unde se găsesc și astăzi.
În cimitir se găsește și un mausoleu în stil bizantin, care comemorează eroii români căzuți în cele două războaie mondiale și care conține osemintele a aproximativ 200 de soldați.
Deoarece două dintre clopotele vechi au fost luate de armata austro-ungară în timpul Primului Război Mondial, în anul 1921 au fost instalate noi clopote.
Biserica a fost renovată succesiv în anii 1945-1946, când i-a fost consolidată și fundația, apoi în 1982, din nou între 2001-2003 și ultima dată  în 2010.

## Arhitectura
Biserica „Sfânta Treime” - Pe Tocile a fost construită în stil gotic, cu o navă centrală, ridicată din piatră și cărămidă, având 35m lungime, 11,5m lățime la abside și 32m înălțime. Turnul bisericii este acoperit cu plăci emailate roșii, galbene și albastre.

## Pictura
Biserica a fost pictată între anii 1856-1857 de pictorii Mișu Popp și Constantin Lecca.
Lui Costantin Lecca i se atribuie pictura murală din altar, iar lui Mișu Popp o parte din iconostas și restul bisericii. Doar fresca de deasupra ușii de la intrarea dinspre nord a fost pictată mai târziu de Iosif Vasu. Pictura a fost restaurată mai întâi în anul 1913, iar între anii 2001-2003 a fost din nou refăcută de pictorul restaurator prof. Nicolae Sava.

## Galerie de imagini

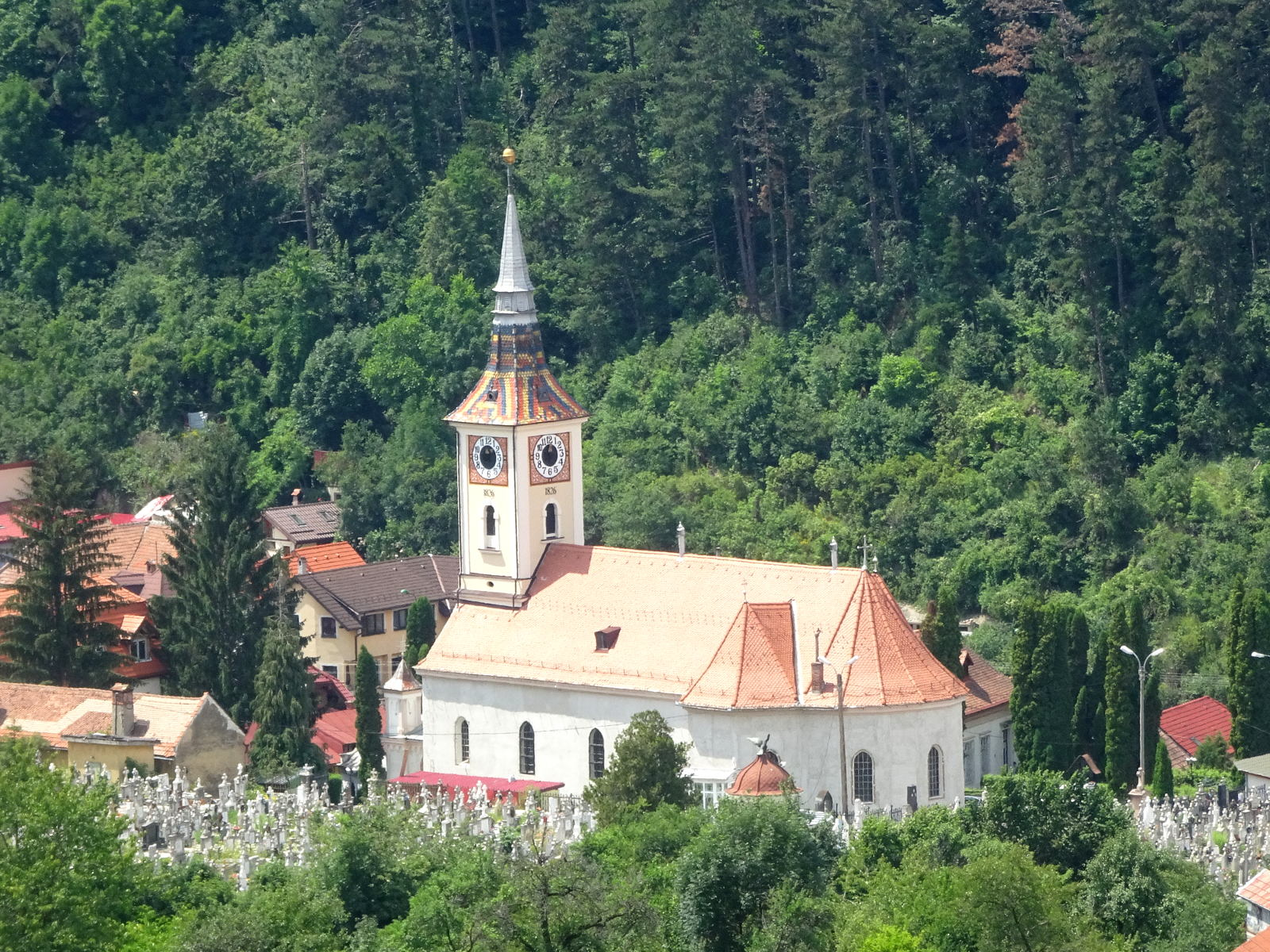
Ansamblul bisericii
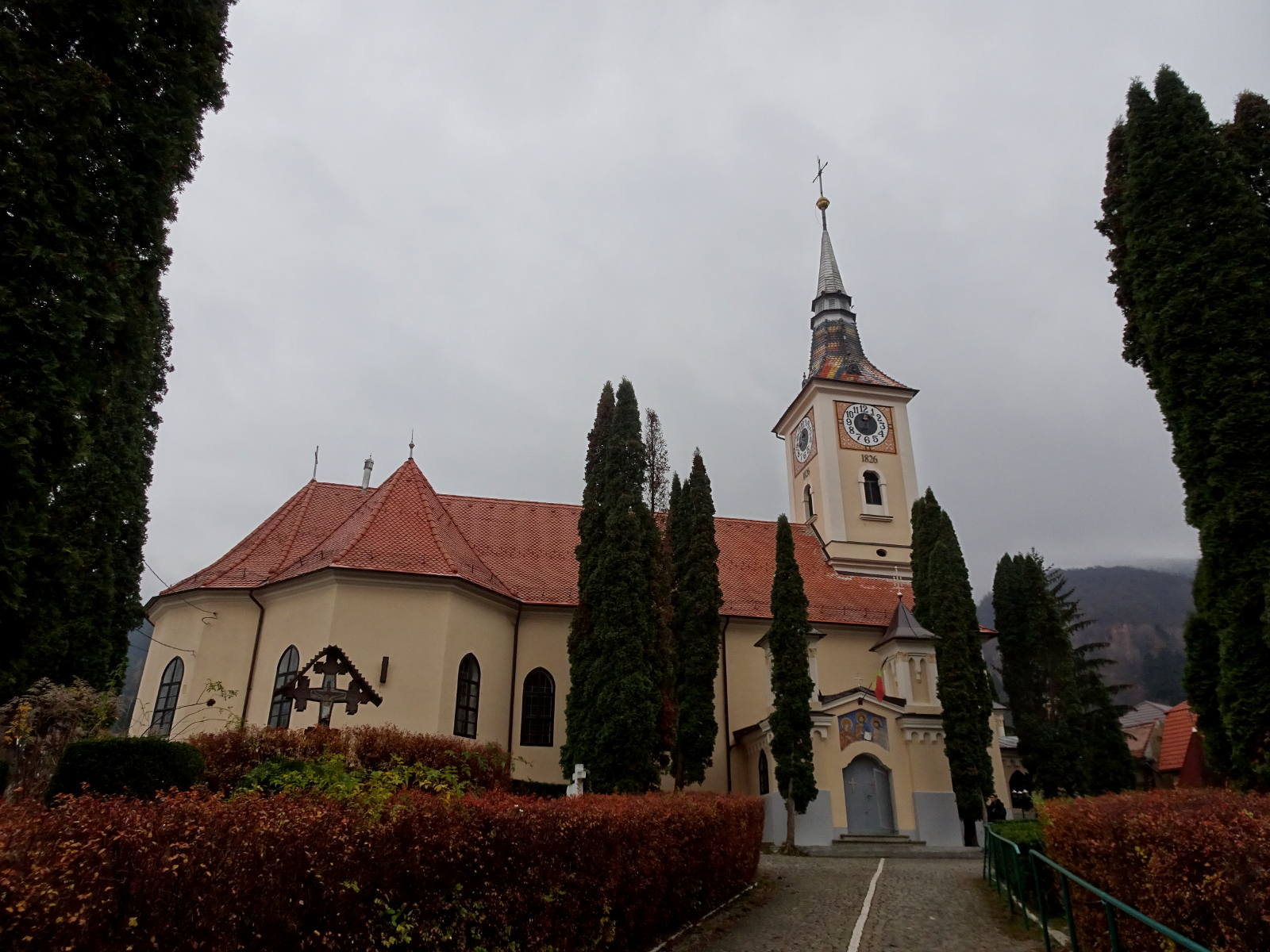
Latura de nord a bisericii
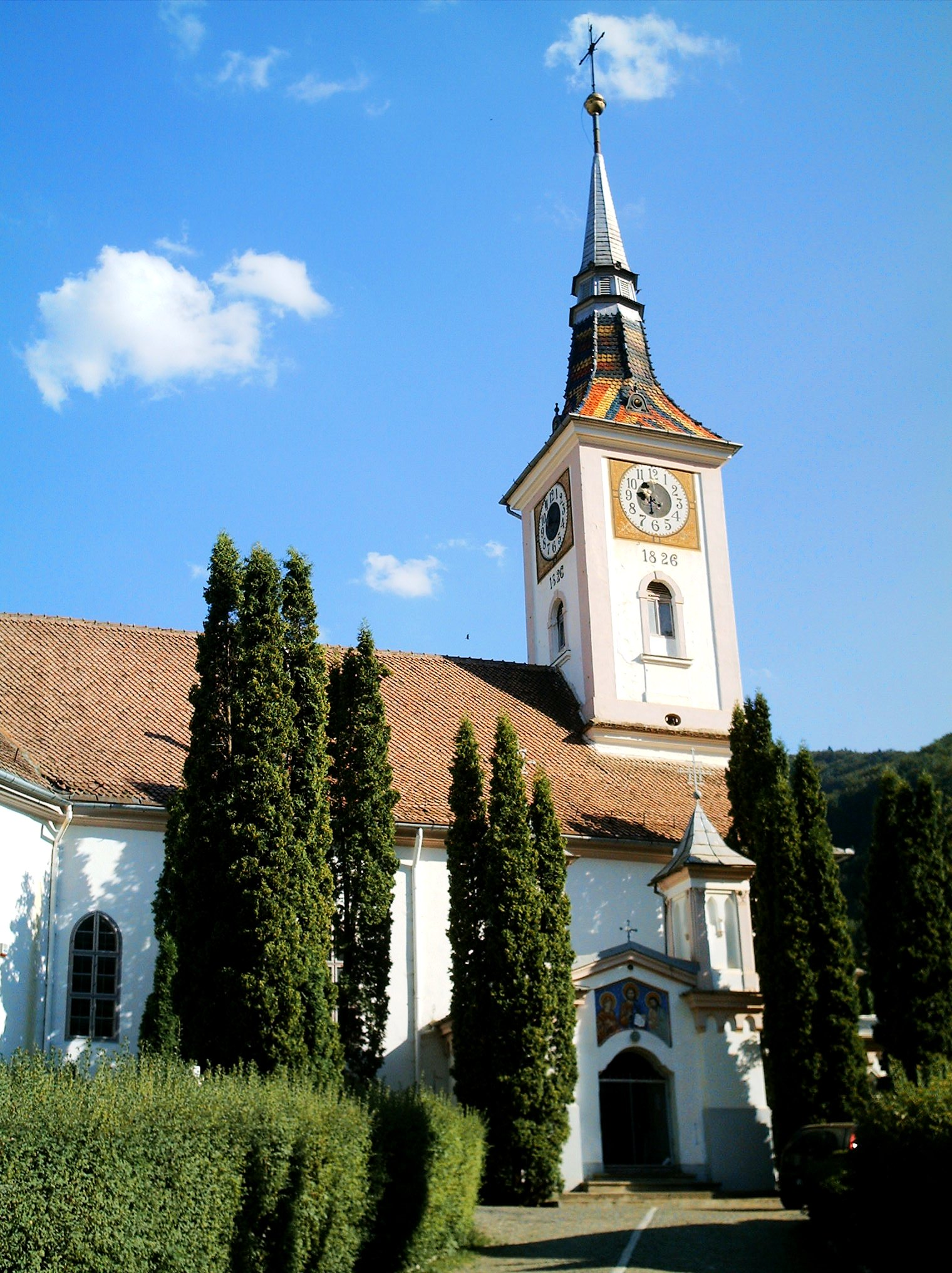
Turnul bisericii
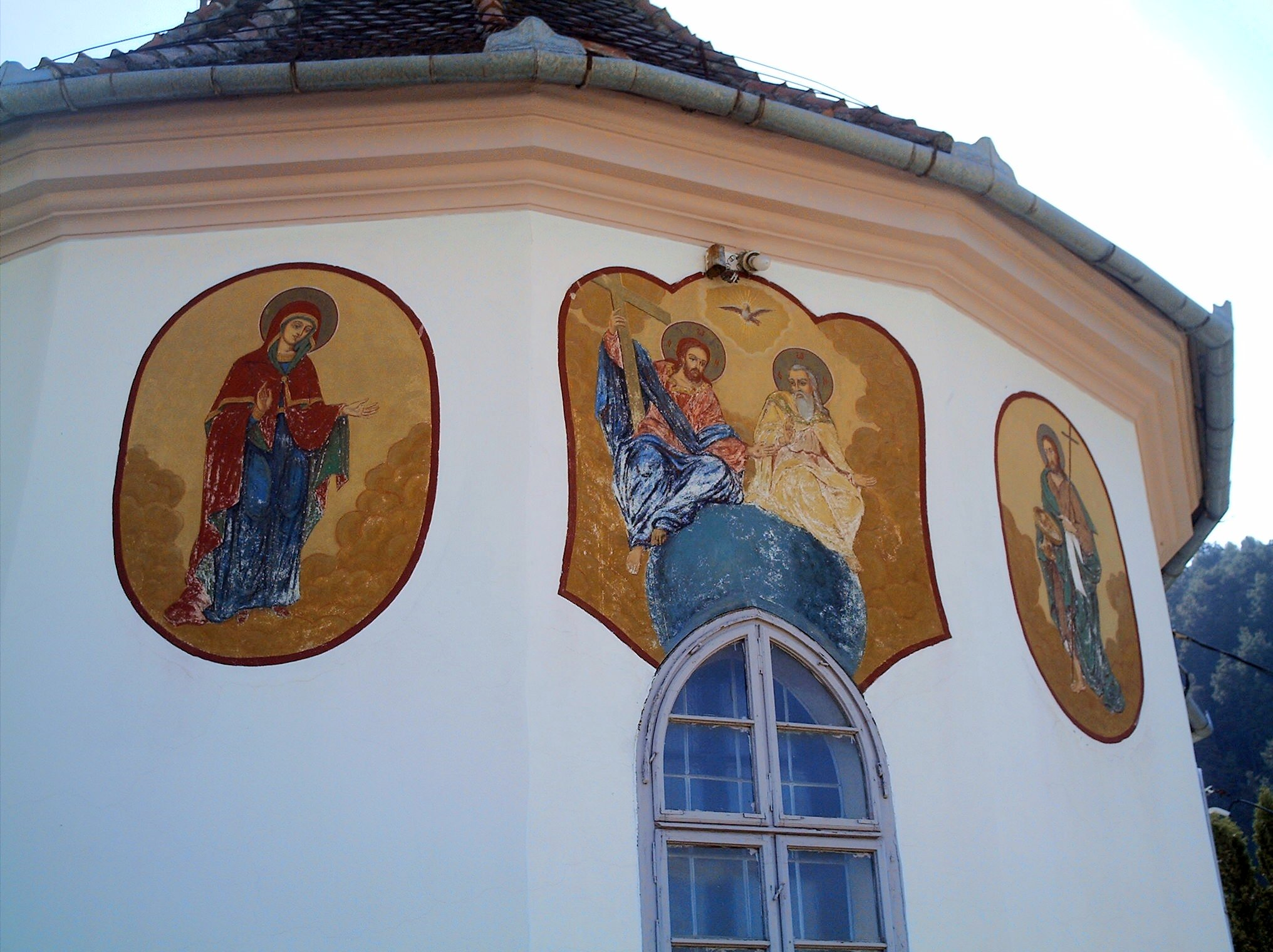
Pictura exterioara
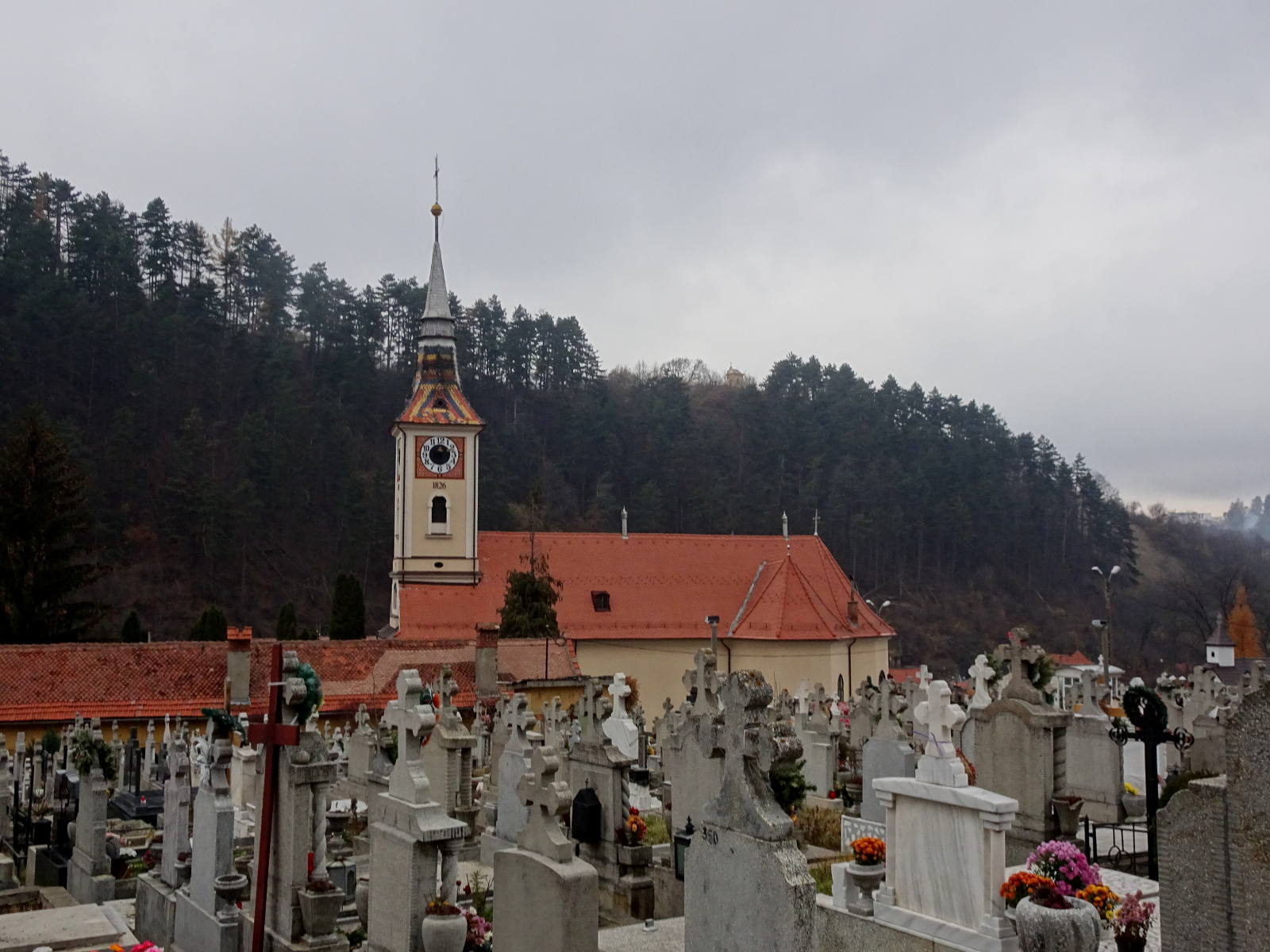
Cimitirul bisericii